# Шахраманян Самвел Сергійович
Самвел Сергійович Шахраманян (вірм. Սամվել Սերգեյի Շահրամանյան; нар. 1 грудня 1978, Степанакерт, Азербайджанська РСР, СРСР) — карабаський політик, останній президент невизнаної Нагірно-Карабаської Республіки з 10 вересня 2023 року до 1 січня 2024 року. Держміністр НКР із 31 серпня 2023 року по 10 вересня 2023 року.

## Життєпис
Народився 1 грудня 1978 року в місті Степанакерт НКАО.
У 1995 році вступив на факультет міжнародної економіки університету «Григор Зограб» у Єревані . У 1998 році перевівся на відділення економіки Арцаського державного університету та закінчив його в 1999 році.
З 1996 по 1999 рік служив у лавах Армії оборони Карабаху. З 1999 по 2008 рік працював у РНБ Карабаха, з 2008 по 2010 рік у податковій службі, з 2010 по 2013 рік у Мін'юсті, з 2013 по 2014 рік працював начальником Степанакертського карного розшуку. З 2014 до 2020 року працював у РНБ, з 2018 року директор. З 2020 року міністр патріотичного виховання, молоді та спорту.
З 2022 працює в раді безпеки НКР, з березня 2023 секретар СБ. Брав участь у переговорах щодо Лачинського коридору.
31 серпня 2023 року призначений Держміністром НКР останнім указом президента. Висунутий кандидатом у президенти Нагірно-Карабаської Республіки на виборах 8 вересня 2023 року, які відбулися у парламенті після відставки 1 вересня Араїка Арутюняна. 9 вересня 2023 року обраний Президентом Нагірно-Карабаської Республіки. Має військове звання генерал-майора (2020).

### Нагороди
- нагрудний знак Служби примусового виконання судових актів міністерства Юстиції Республіки Вірменія
- медаль «За зміцнення співробітництва»
- медаль «Адмірал Ісаков»
- медаль «За зміцнення правопорядку»
- медаль «За внесок у справу забезпечення безпеки Республіки Вірменія»
- медаль «100-річчя утворення органів безпеки Республіки Вірменія»
- медаль «За бойову співпрацю»
- медаль «Вачаган Барепашт»

## Інші відомості
Майстер спорту з самбо. Має трьох дітей.